# Craig Rivet
Craig Rivet, född 13 september 1974 i North Bay i Ontario, är en kanadensisk ishockeyspelare (back) som spelar för NHL-laget Columbus Blue Jackets.
Tidigare har han spelat för Montreal Canadiens, den klubben han har representerat under hela sin karriär i NHL som tog sin början 1994. Men i slutet av säsongen 2006/2007 bytte han klubb till San Jose Sharks, med vilka han representerade i två säsonger innan han gick över till Buffalo Sabres. Den 26 februari 2011 värvades han av Columbus Blue Jackets.
Privat är han nära vän med förre lagkamraten Saku Koivu, och under strejksäsongen i NHL (2004/2005) spelade de båda i TPS Åbo i FM-ligan.
Rivet fanns med i det kanadensiska landslaget som vann ishockey-VM 2003.
Han är kusin till ishockeybacken MacKenzie Weegar som spelar inom organisationen för Florida Panthers i NHL.